# Rani Pokhari
Le Rani Pokhari (en népalais : रानी पोखरी, « Étang de la Reine »), aussi connu comme le Nhu Pukhu (en nepalbhasha : न्हू पुखू, « Nouvel étang »), est un plan d'eau artificiel du centre de Katmandou, au Népal.
Datant du XVIIe siècle et du monarque Pratap Malla (en), l'étang mesure environ 180 mètres de long pour 140 de large.
La Ghanta Ghar, première tour horloge publique du pays, se trouve en son centre.

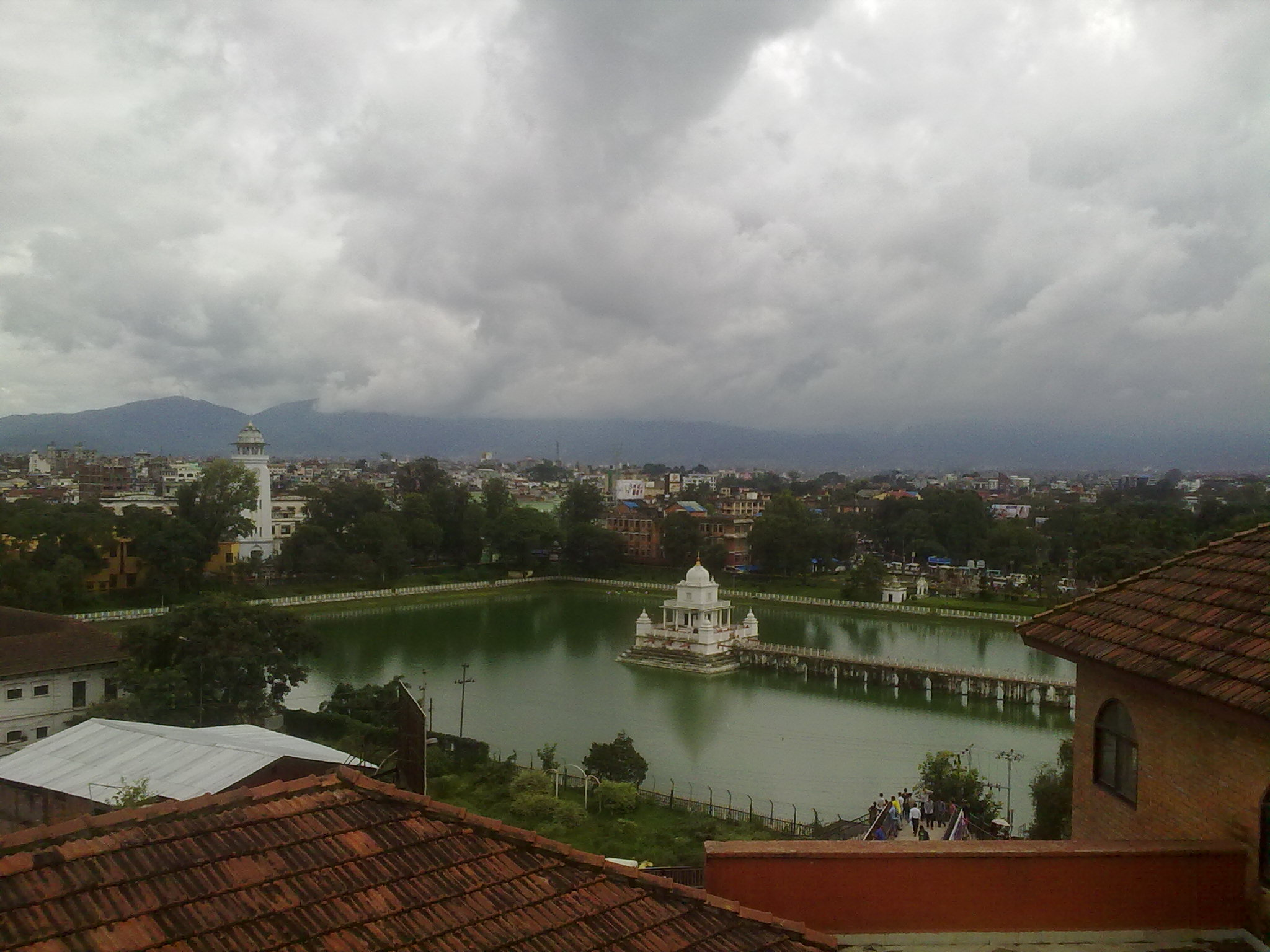
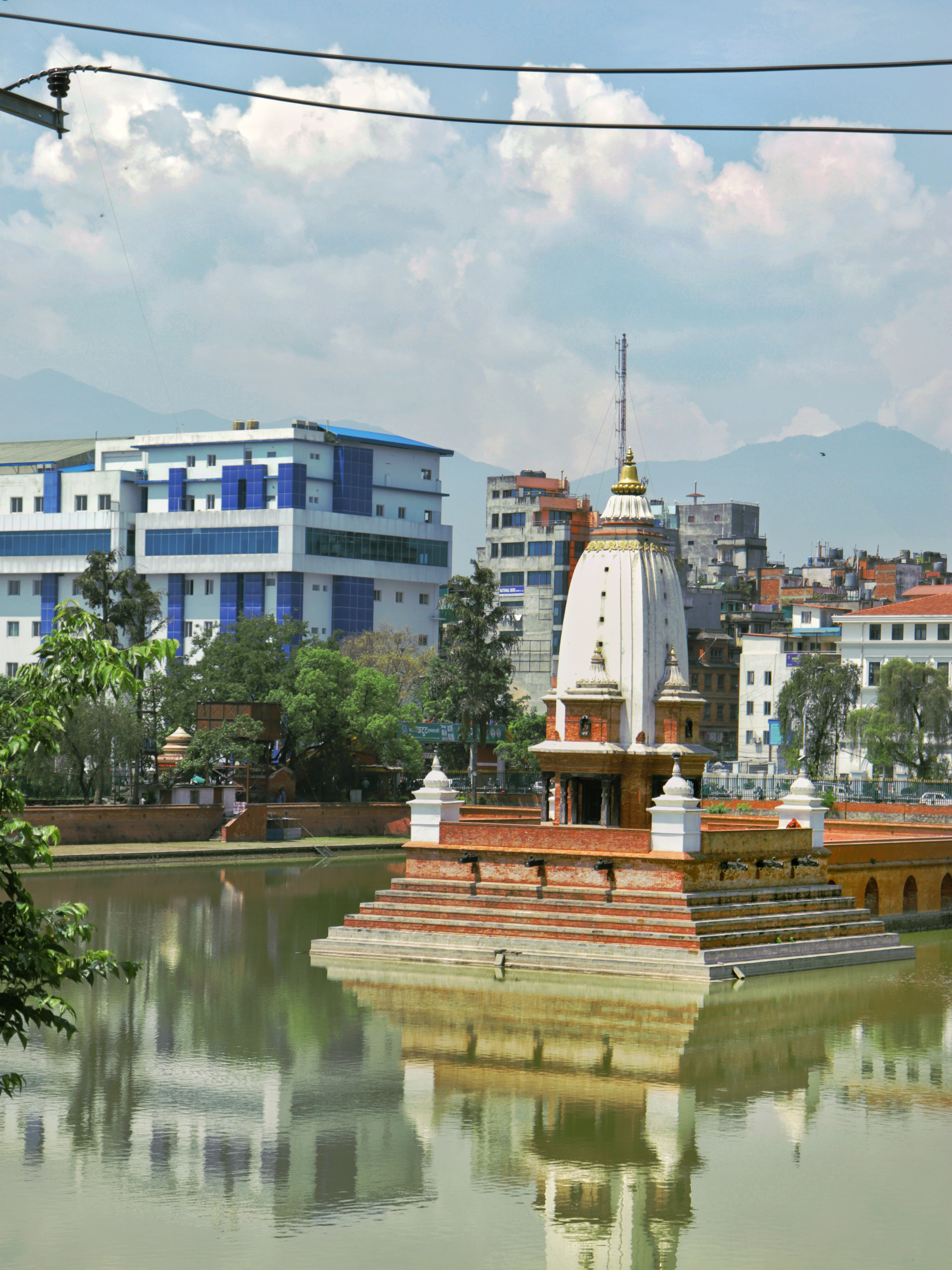
Rani Pokhari après la reconstruction causée par le tremblement de terre de 2015.